# Bembecia bohemica
Bembecia bohemica is een vlinder uit de familie van de wespvlinders (Sesiidae). De wetenschappelijke naam van de soort is voor het eerst geldig gepubliceerd in 1974 door Kralicek & Povolny.